# Vittorino Zanibon
Vittorino Zanibon (Feltre, 29 luglio 1915 – Selanj, 9 marzo 1941) è stato un militare italiano insignito della medaglia d'oro al valor militare alla memoria nel corso della seconda guerra mondiale.

## Biografia
Nacque a Feltre, provincia di Belluno, il 29 luglio 1915, figlio di Paolo e Nilla Cavagnari.
Conseguito il diploma di ragioniere nell’ottobre 1936, pochi giorni dopo fu arruolato nel Regio Esercito ed ammesso a frequentare il corso allievi ufficiali di complemento della specialità alpina a Bassano del Grappa.  Nominato sottotenente di complemento nel 1937 venne assegnato in servizio al 7º Reggimento alpini della 5ª Divisione alpina "Pusteria", venne posto in congedo il 4 febbraio 1938. Il 28 agosto 1939 fu richiamato in servizio attivo e destinato al battaglione alpini "Val Cordevole", con cui entrò in guerra l'11 giugno 1940 segnalandosi sul fronte alpino occidentale, dove rimase ferito una prima volta, e fu decorato con una medaglia di bronzo al valor militare. Sciolto il "Val Cordevole", fu trasferito al battaglione alpini "Feltre", e il 24 novembre 1940 si imbarcò a Brindisi per l'Albania, al comando del reparto arditi del battaglione. Cadde in combattimento a quota 729 di Selanj, sul Monte Tomori, il 9 marzo 1941. Rimasto mortalmente ferito dopo un duro combattimento, lanciò contro il nemico il suo elmetto insanguinato e si buttò poi da un burrone con la bandiera tricolore in pugno. Fu insignito della medaglia d'oro al valor militare alla memoria.
A Vittorino Zanibon è intitolata la scuola primaria I.C. "Vittorino Zanibon" di Padova.